# Heinrich Christian Friedrich Mählmann
Heinrich Christian Friedrich Mählmann (* 18. Februar 1818 in Hamburg; † 24. Januar 1866 ebenda) war ein Hamburger Kaufmann.

## Leben
Mählmann trat am 1. Januar 1848 in das Geschäft seines Schwagers Johann Georg August Cordes ein, das dieser in Hamburg unter der Firma Cordes & Co. führte. Von 1848 bis 1855 war er Mitglied der Teerhofkommission. Mählmann diente beim Hamburger Bürgermilitär, er war 1857 und 1858 Hauptmann der 1. Kompanie der Artillerie.
Mählmann gehörte von 1859 bis 1865 der Hamburgischen Bürgerschaft als Abgeordneter an.